# Mareuil, Charente
Mareuil är en kommun i departementet Charente i regionen Nouvelle-Aquitaine i västra Frankrike. Kommunen ligger  i kantonen Rouillac som ligger i arrondissementet Cognac. År 2022 hade Mareuil 393 invånare.

## Befolkningsutveckling
Antalet invånare i kommunen Mareuil
Referens:INSEE